# Boala Osgood-Schlatter
Boala Osgood-Schlatter sau boala  Lannelongue-Osgood-Schlatter este o apofizită dureroasă legată de dezvoltarea tuberozității tibiale anterioare (Tuberositas tibiae) și de modificările vasculare care apar la acest nivel, de origine traumatică sau microtraumatică, observată mai ales la băieți între 10 și 16 ani, care dispare spontan în câțiva ani fără sechele. Semnele clinice sunt durerea, tumefacția și sensibilitatea la nivelul tuberozității tibiale anterioare, care se află sub genunchi pe partea superioară a tibiei. Majoritatea bolnavilor sunt sportivi.

## Sinonime
Boala  Osgood-Schlatter-Lannelongue, maladia Lannelongue-Osgood-Schlatter, osteită apofizară de creștere, osteocondrita  tuberozității anterioare a  tibiei, osteocondrita tuberculului tibial, osteonecroză idiopatică a tuberculului tibial, apofizita  tuberculului tibial, apofizita tibială anterioară.

## Istoric

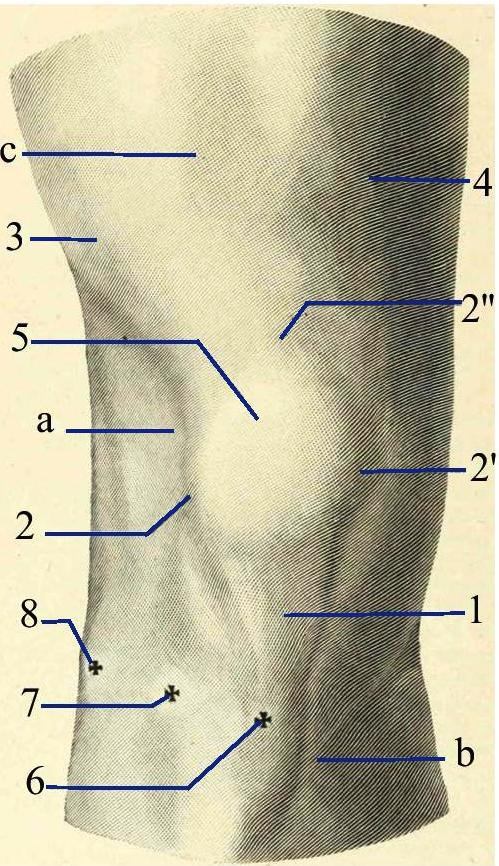
Forma exterioară a regiunii anterioare a genunchiului (după L. Testut. Traité d'anatomie topographique : avec applications médico-chirurgicales. Tome II: Abdomen - Bassin - Membres. Paris. 1922).
a - regiunea anterioară a genunchiului (Regio genus anterior);
b - regiunea anterioară a gambei (Regio cruris anterior);
c - regiunea femurală anterioară (Regio femuralis anterior);
1 - proeminența ligamentului rotulian (= ligamentul patelar) (Ligamentum patellae);
2, 2', 2" - depresiunile (șanțurile) perirotuliene;
3 - proeminența mușchiului vast lateral (Musculus vastus lateralis);
4 - proeminența mușchiul vast medial (Musculus vastus medialis);
5 - proeminența rotulei (= patelei) (Patella);
6 - proeminența tuberozității tibiei (Tuberositas tibiae);
7 - tuberculul Gerdy (tuberculul infracondilar);
8 - capul fibulei (Caput fibulae).

A fost descrisă clinic în 1878 de chirurgul francez Lannelongue (1840-1911) iar chirurgul american Osgood (1873-1956) și chirurgul elvețian Schlatter (1864-1934) în 1903 au adus contribuții importante la conturarea entității înainte de confirmarea radiologică a leziunilor.

## Etiopatogenie
Boala  Osgood-Schlatter a fost descrisă în special la băieți în jurul vârstei de 15 ani (12-16 ani) în perioada osificării nucleului tuberozității anterioare a tibiei, care se sudează cu epifiza tibială între 17 și 20 ani, uneori chiar până la 24 ani.
Se consideră că etiologia are la bază un traumatism prin tracțiunea excesivă a tendonului rotulian (Ligamentum patellae) asupra inserției epifizare imature a cvadricepsului (Musculus quadriceps femoris) pe tuberozitatea tibiei. Traumatismele (poziția prelungită în genunchi, contracții violente ale cvadricepsului în timpul săriturilor etc.) au fost încriminate în declanșarea afecțiunii. 

## Morfopatogenie
Boala constă în fragmentarea tuberozității anterioare, lărgirea spațiului dintre acestea și metafiză cu osteoporoză adiacentă, dezlipirea extremității caudale (unde poate să apară un centru de osificare accesoriu), realizând aspectul de "buză de tapir" și, tardiv, hipertrofia tuberozității.
Osteonecroza aseptică a tuberozității anterioare este însoțită de un edem și o vasodilatație a țesuturilor adiacente, în special a tendonului rotulian (Ligamentum patellae), leziune ce se remite în timp, obținându-se vindecarea după 2-3 ani. Tuberozitatea tibială rămâne hipertrofiată și neregulată, existând posibilitatea izolării unui fragment osos în tendonul rotulian (cauză de durere ulterioară).

## Tablou clinic

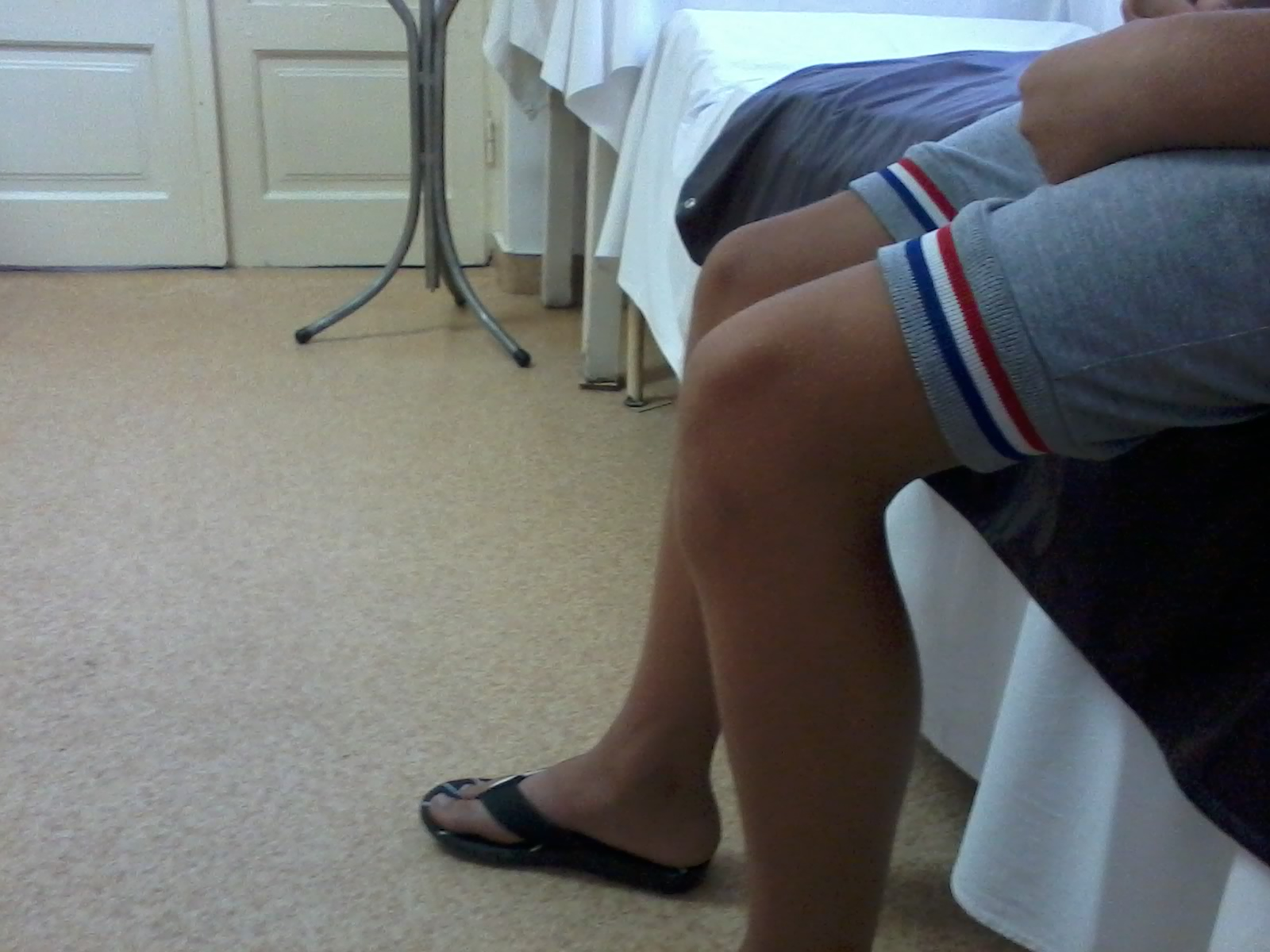
Un băiat de 12 ani cu bola Osgood-Schlatter pe membrul inferior stâng

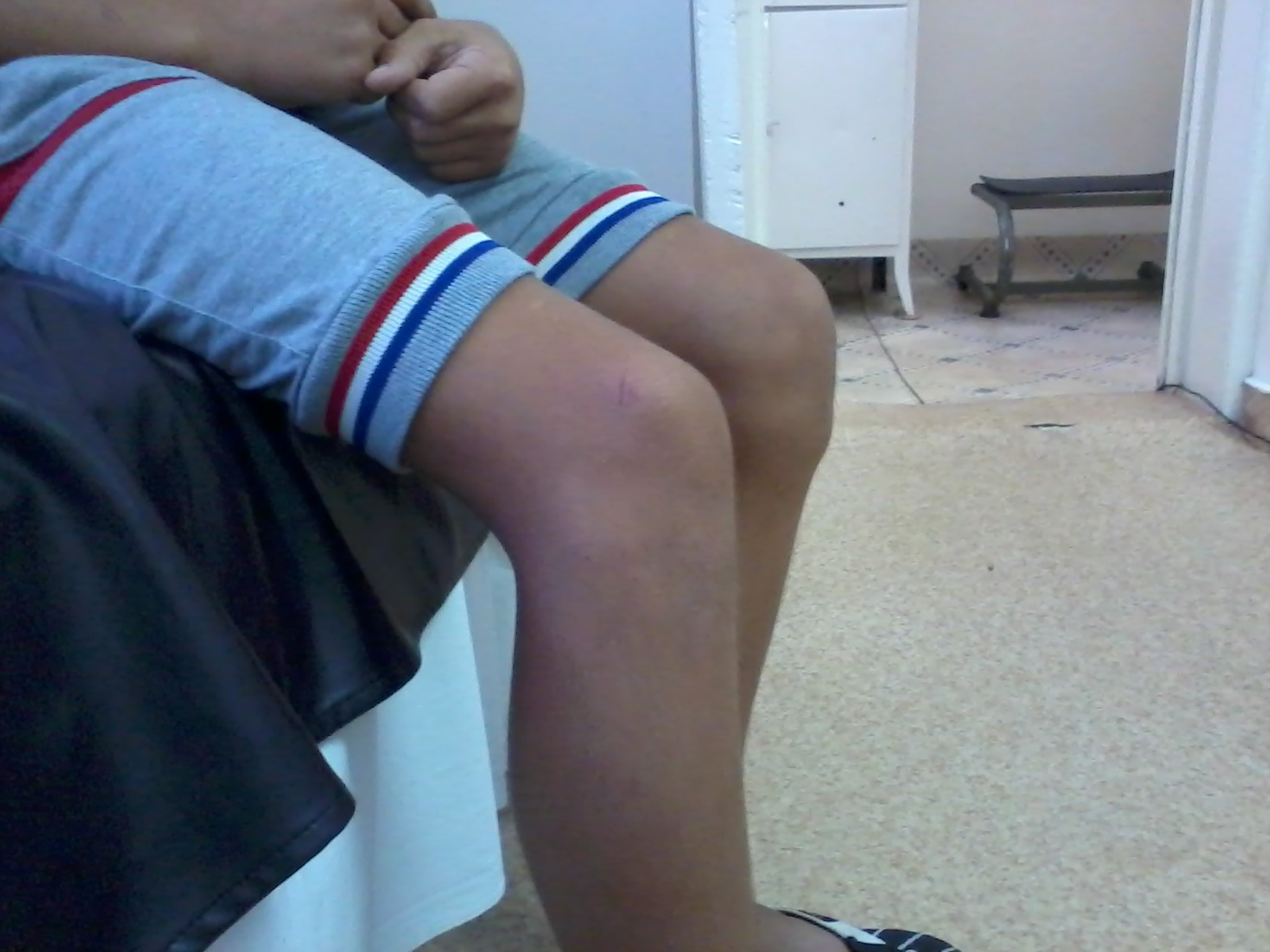
Un băiat de 12 ani cu bola Osgood-Schlatter pe membrul inferior stâng

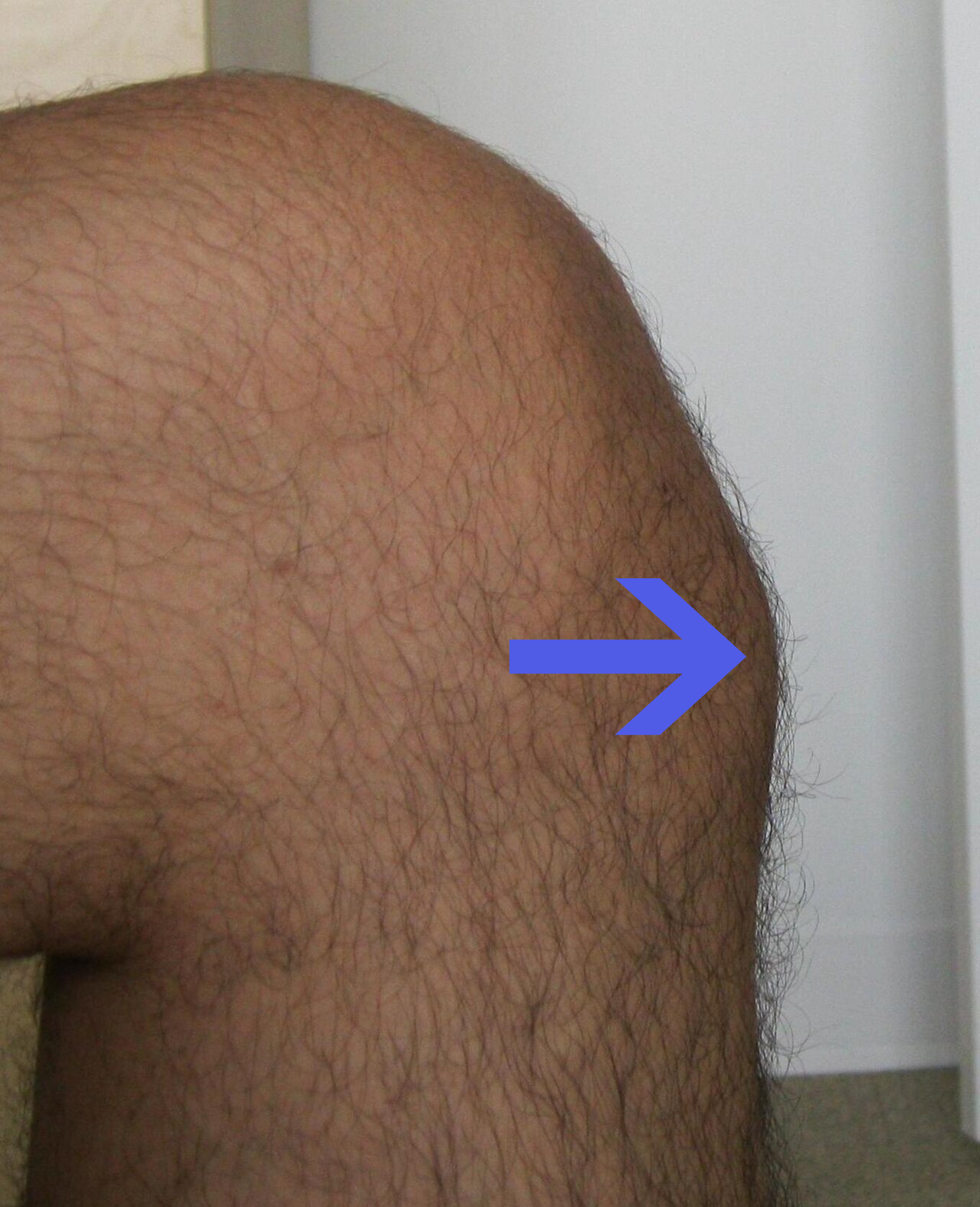
Un băiat cu boala Osgood-Schlatter

Boala afectează cu predilecție sexul masculin, apărând între 10-16 ani. Majoritatea bolnavilor sunt viguroși, sportivi. Durerea este de obicei unilaterală, uneori durerea poate fi bilaterală (în 25% de cazuri), fie simultan, fie alternativ. Un studiu finlandez a constatat ca boala Osgood-Schlatter afectează 13% din atleți. Aproximativ 50% dintre pacienți au un istoric de traumatism.
Semnele majore constau în durere, tumefacție și sensibilitate la nivelul tuberculului tibial. Nu există modificări sistemice. 
Apar dureri moderate spontane sau la traumatisme minime, la nivelul tuberozității anterioare a tibiei. Durerea poate fi exacerbată de hiperflexia genunchiului, de sărituri sau coborâtul scărilor, de presiunea directă pe acesta. Durerea este vagă încât nu i se poate preciza locul. 
Tuberozitatea anterioară a tibiei crește în volum, tegumentele care o acoperă sunt hiperemice, calde. 
La presiune regiunea este dureroasă, genunchiul este uneori voluminos dar mișcările în articulație sunt libere cu excepția flexiei forțate care devine dureroasă prin tracțiunea exercitată de mușchiul cvadriceps asupra tuberozității tibiale anterioare.

## Examen radiologic
Examen radiologic al genunchiului se face în mod obligatoriu bilateral și numai din profil.
În mod normal, înainte de 10 ani, nu există o osificare a punctelor osoase reprezentând această tuberozitate. În cazul maladiei Osgood-Schlatter, tuberozitatea tibială se recurbează "în trompă de tapir" sau "buză de tapir", este fragmentată sau prezintă zone de condensare și zone clare de osificare insuficientă. 

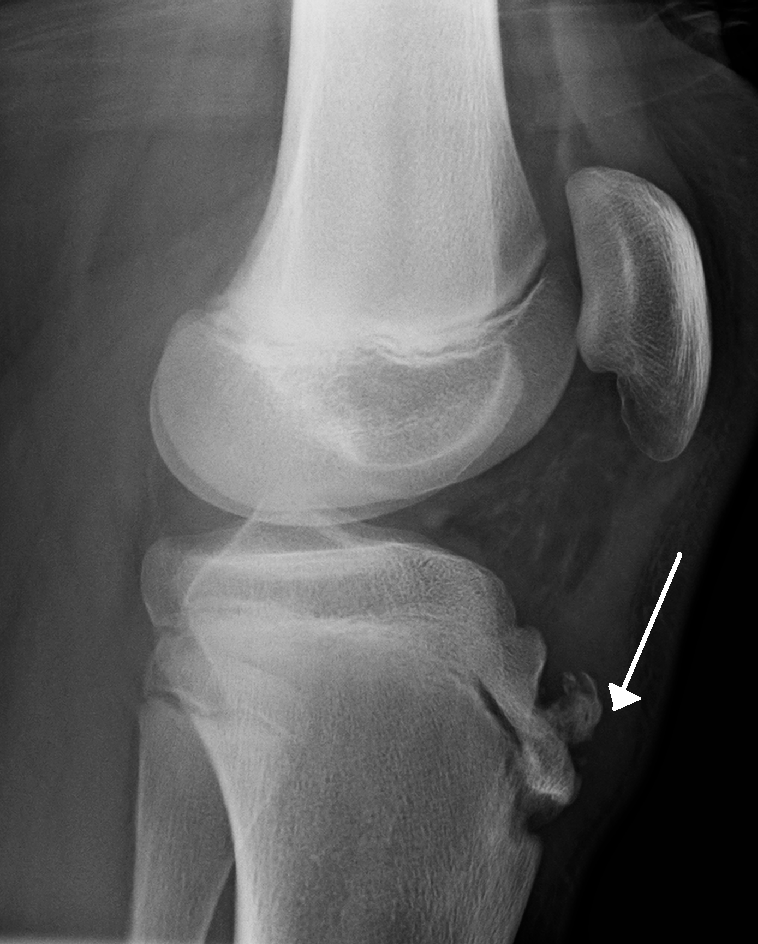
Radiografia genunchiului în boala Osgood-Schlatter

## Evoluția
Evoluția este de lungă durată. Remisiunea este de obicei spontană în câteva săptămâni sau luni. În cele mai multe cazuri vindecarea se face spontan odată cu creșterea în vârstă și osificarea tuberozității.
Durerea este lejeră, intermitentă, cedează la repaus și reapare imediat după eforturi; rareori determină o veritabilă impotență funcțională.
În final când tuberozitatea anterioară a tibiei este osificată, durerea dispare, apofiza rămânând mai voluminoasă. 

## Diagnostic diferențial
Diagnostic diferențial trebuie făcut cu:
- rupturile ligamentului rotulian, care apar în urma unui traumatism violent
- osteomielita cronică dar aceasta se însoțește de febră, leucocitoză, dureri continue
- osteita tuberculoasă cu instalare insidioasă, alte semne de impregnare bacilară.
- fracturile tibiei

## Tratament
În cazurile ușoare se recomandă un repaus relativ cu interzicerea sporturilor de performanță, dar fără împiedicarea activității școlare. Se evită exercițiile excesive, mai ales flexia completă a genunchiului. Se poate utiliza și o genunchieră.
Tratamentul inițial include aplicarea de gheata timp de 20 minute la fiecare 2-4 ore. Masajul blând al zonei contribuie la ameliorarea durerii.
Analgezice și medicamente anti-inflamatoare nesteroidiene (ibuprofen, ketoprofen, naproxen etc) pot fi utilizate pentru ameliorarea durerii și reducerea inflamației locale.
Revulsia locală, calciu, vitaminele, calmantele sunt utilizate mai mult din principiul de a aplica un tratament, decât pentru eficacitatea lor reală.
În cazurile foarte dureroase, care sunt extrem de rare, este necesar imobilizarea în aparat gipsat, injectarea intralezională de hidrocortizon, sau un tratament chirurgical ce constă în incizia părților moi adiacente, foraje multiple chirurgicale al tuberculului, incizia tuberculului restant hipertrofic ca și îndepărtarea chirurgicală a fragmentului osos izolat în tendon și grefele.